# Cala Seca
La Cala Seca és una platja natural del municipi de Cadaqués (Alt Empordà) situada al Parc Natural del Cap de Creus, entre la Cala Torta i la platja de Ribes Altes, a uns cinc quilòmetres al nord de la població. Orientada al sud, té una longitud de 20 m i una amplada entre 10 i 15 m, formada per còdols. L'accés és difícil, per un corriol que baixa des de prop del final de la carretera que arriba al Cap de Creus. La platja està encaixonada en una cala allargada que la protegeix de la tramuntana, formada per roques i pedres esculpides i erosionades.